# Virginia Dreher
Virginia Dreher (Kentucky, 1857/59 – Phoenix, 11 de novembro de 1898; nascida Jennie Cummings Murphy) foi uma atriz de teatro estadunidense do final da era vitoriana. Foi uma atriz principal na companhia Augustin Daly da década de 1880. Estava na vida privada Sra. Paul Dreher e depois a Sra. George Postlethwaite. Morreu de tuberculose no Arizona em 1898.